# Kobiličar
Kobiličar (znanstveno ime Locustella naevia) je vrsta ptičev iz družine cvrčalcev, ki gnezdi v večjem delu Evrope in Srednje Azije. Ime je dobil po monotonem cvrčečem petju, ki spominja na oglašanje kobilic.

## Opis
Zraste do 12,5 cm v dolžino in je nevpadljivo operjen, tudi sicer ga je zaradi prikritega življenjskega sloga težko opaziti. Je olivno-rjave barve s temnejšimi pegami po vrhu peruti, po trebušnem delu in grlu pa rumenkasto bele. Temnejše pege so tudi po spodnji strani baze repa, pri nekaterih osebkih pa tudi po grlu. Od podobne bičje trstnice ga najlažje ločimo po svetlejši nadočesni progi, ki je pri kobiličarju le bežno nakazana. Samec in samica sta si podobna, prav tako so podobni mladiči, ki so le nekoliko svetlejši.
Najlažje je kobiličarja prepoznati po petju; njegovo monotono, nemelodično cvrčanje »r'r'r'r'r'r'r'r«, ki spominja na oglašanje kobilice ali mehanično, pridušeno zvonenje budilke, lahko traja po več minut. Lahko deluje razmeroma glasno, odvisno od tega, kam je obrnjen ptič.

## Ekologija in razširjenost
Gnezdi v gosto poraščenih vlažnih okoljih, kjer običajno skače po rastju blizu tal, zato ga je težko opaziti. Prehrano sestavljajo zlasti žuželke in drugi manjši nevretenčarji, ki jih pobira z rastlinja. Gnezdo splete pri tleh iz trave, stebel in listov ter ga obloži s perjem ali dlako.
Gnezditveno območje obsega večino Evrope razen juga, od Britanskega otočja prek Ukrajine in evropskega dela Rusije vse do Mongolije in severozahodne Kitajske v Srednji Aziji. Kobiličarji, ki gnezdijo v Evropi, se konec poletja odselijo preko Iberskega polotoka v Zahodno Afriko, kjer prezimujejo, večina azijske populacije pa prezimi na Indijski podcelini. Slovenija je na južnem robu gnezditvenega območja, zato je tu redek gnezdilec, pogostejši le na Ljubljanskem barju in na severovzhodu države. Gnezdi izključno v kmetijski krajini, najraje na ekstenzivnih močvirnih travnikih.
Populacijo ocenjujejo na več milijonov osebkov, zato po merilih Svetovne zveze za varstvo narave vrsta ne velja za ogroženo. Lokalne populacije lahko prizadene izsuševanje močvirij in čiščenje podrasti.

## Taksonomija
Rodovno ime Locustella je latinska pomanjševalnica besede locusta – kobilica, vrstno ime naevia pa pomeni »pikast«.
Vrsto je izčrpno opisal že francoski prirodoslovec Mathurin Jacques Brisson v svojem delu Ornithologie leta 1760 in ji dal latinsko ime Curruca naevia, toda njegova imena niso skladna z dvočlenskim poimenovanjem in jih Mednarodna komisija za zoološko nomenklaturo ne priznava.
Sedaj veljaven takson je leta 1783 opisal Pieter Boddaert kot Motacilla naevia – obdržal je Brissonovo vrstno ime, a kobiličarja uvrstil med pastirice. Rod Locustella je uvedel Johann Jakob Kaup leta 1829 in vanj vključil kobiličarja kot tipsko vrsto. Tipska lokaliteta je Bologna v Italiji. Dolgo časa je veljalo, da spada rod med penice in šele v 2000. letih je bila sistematika te težavne družine dovolj razrešena, da so bili cvrčalci povzdignjeni na raven samostojne družine.
Prepoznane so tri podvrste, ki se razlikujejo po podrobnostih v operjenosti in napevih:
- L. naevia naevia: Evropa do zahoda evropskega dela Rusije
- L. naevia straminea: vzhod evropskega dela Rusije do Mongolije in severozahodne Kitajske; vključuje tudi nekdaj samostojno podvrsto mongolica
- L. naevia obscurior: Turčija in Kavkaz